# تيمط
التَّيْمُطُ أو التَّيْمُقُ أو رِعْيُ الحَمِيرِ أو شَوْكُ الحَمِيرِ أو شَوْكُ الفِرَاءِ أو لسان الكلب أو لسان الضب أو فرياس اللُسّان الغليظ الرأس (باللاتينية: Carduus pycnocephalus) نوع نباتي يتبع جنس اللُسّان من الفصيلة النجمية. موطنه الأصلي حوض البحر الأبيض المتوسط ولكنه انتشر في مناطق أخرى كثيرة.